# Operacyjna baza danych
Operacyjna baza danych – baza danych wykorzystywana wszędzie tam, gdzie istnieje potrzeba nie tylko na gromadzenie danych, ale również na możliwość ich modyfikowania.
Ten typ baz przechowuje dane dynamiczne, tzn. takie, które ulegają ciągłym zmianom i przedstawiają aktualny stan rzeczy, której dotyczą. Zazwyczaj to ten typ bazy można spotkać w różnych organizacjach. Przykładem takiej bazy danych są np. bazy inwentaryzacyjne lub bazy obsługi zamówień.